# 木南岩男
木南 岩男（きみなみ いわお、1930年（昭和5年）1月1日 - 2022年（令和4年）1月16日）は、日本の実業家。新宮運送創業者。全国商工会連合会副会長、兵庫県商工会連合会会長、兵庫県共済協同組合理事長、新宮観光協会副会長、たつの市商工会会長、その他多くの公職を歴任。1962年（昭和37年）に興した運送会社で創業以来、死亡事故0を続け、エコドライブコンテスト 環境大臣賞、エコドライブ活動コンクール最優秀賞、環境大臣賞『環境保全功労者表彰』、『あおぞら大賞』（兵庫県）、『鈴木賞』などの受賞歴がある。 2014年には旭日小綬章受賞。また、たつの市商工会会長時代には、地方創生の一環として、御津町室津の牡蠣と龍野の醤油をコラボレーションした「牡蠣しょうゆ」を開発し、ヒットさせ地域の活性化にも貢献したほか、公職でも多くの実績を残した。

## 経歴

### 生い立ち
父を早くに亡くし、母に育てられる。当時の進学校である旧制龍野中学を卒業。龍野中学では戦時中であったことから、勤労奉仕が多かった。学徒動員で姫路の川西航空機へ配属され「雷電」「紫電改」などの戦闘機の製作に当たり、鶉野飛行場へ搬入なども経験する。同級生にはのちにヒガシマル醤油社長となる浅井良平がいた。経済的不安から進学はあきらめる。卒業の時期と重なる17歳の頃、母が胃潰瘍で吐血。その後3年間は、7km離れた医院まで母を自転車で送迎する日々が続き、就職の機会を逸し、兄の薪炭商を手伝いながら看病を続ける。

### 会社創業
1948年（昭和23年）18歳の頃、母を連れ湯治に行った先で出会った女性のひとことがきっかけで運転免許を取得。1951年（昭和26年）,21歳で木炭車の貨物自動車を25万円で購入し運送業を始める。1956年（昭和31年）に結婚。副業で畳床製造も行い成功。1962年（昭和37年）11月に運送業免許を取得し新宮運送店としてトラック3台で開業。地元名産のそうめん「揖保乃糸」の北陸東海方面への運送で事業は順調に推移。地元の帝国電機製作所、ブンセン、日東木材なども顧客とする。1966年（昭和41年）頃からは、日本通運の傭車で日本触媒姫路工場の運搬を始めたことをきっかけにタンクローリーの長期契約など同社の仕事が多くなる。1974年（昭和49年）から翌年にかけ、自社の自動車修理工場を建設、車検も行えるようにし、新和自動車として社長に収まる。
運送業は高度成長期の波に乗り順調に成長したが、1976年（昭和51年）に経理ほか多くの業務をこなしていた片腕でもある妻が乳がんを発症。神戸大学医学部附属病院で手術を受ける。手術は成功し再発はなかったが、このことをきっかけに、木南の人生観は大きく転換。金儲けだけではなく世の中のためになることがしたいという思いが強まり、社会活動に熱中するようになる。1981年（昭和56年）、物流団地を開拓し、姫路西配送センター事業協同組合を設立。日本スチレンペーパーとの取引も強化。1983年（昭和58年）には株式会社化。社長に就任。1988年（平成63年）、兵庫物流会長就任。2000年代からは、ライオンズクラブの地区ガバナーとしての活動が多忙となり、社長の座を長男木南一志に譲り会長に就任。
他社とともに自主的に立ち上げた「物流ネットワーク播磨協同組合」では、全国の求貨・求車情報をオンライン化することで全国各地の車両の手配ができる「ローカルネットワークシステム」を構築、大手運送業者では困難なサービスを実現したほか、「世直しクラブ」を設立、オフィスで大量に発生する不要紙をトイレットペーパーに再生する企業参加型のリサイクルシステムを確立した。
2022年1月16日、急性膵炎のため神戸市中央区の病院で死去。92歳没。

## 公職での活動
新宮町商工会には1971年に入会。1977年、龍野商工会議所に入会。新宮町商工会の会長を2001年より2期6年務める。2007年には新宮町、揖保川町、御津町の3商工会が市町村合併でたつの市商工会となったが、初代会長を務めると同時に兵庫県商工会連合会会長にも就任、3期9年を務める。そのほか、全国の理事を6年、副会長を2年、近畿連絡協議会会長を1期3年務める。たつの市商工会会長時代には、地方創生の一環として、御津町室津の牡蠣と龍野の醤油をコラボレーションした「牡蠣しょうゆ」を開発し、人気商品化した。
兵庫県商工会連合会では、兵庫県知事の井戸敏三と協調し、「会員事業者の経営力向上と商工会の支援力強化」をスローガンとした改革を断行。阪南大学、神戸芸術工科大学、神戸山手大学ほか県下6大学と産学連携協定を結び、観光振興、特産品づくりに尽力。また、市町村合併に伴い商工会の規模拡大による効率化を図り、県下78の商工会を28にしたほか、「商工会職員の人事権一元化」と「県補助金の一括交付」に力を入れる。その他、職員の「補助員」という名称を廃止した。
2014年からの2年間の、全国商工会連合会副会長当時は、上京を繰りかえし、経済産業省、中小企業庁へ小規模企業基本法成立を陳情、安倍首相の肝煎りで閣議決定され、兵庫県下では持続化補助金2550件、モノづくり補助金件数550件が助成された。
県共済協同組合理事長は3期6年務め、3年連続で契約金額、口数、利益で日本一となり、全国の共済協同組合から視察や研修が相次いだ。

### 公職歴
- 新宮幼稚園、たつの市立新宮小学校、たつの市立新宮中学校PTA会長
- 兵庫県立龍野高校育友会会長
- 新宮町社会教育委員長代行
- 新宮町危険物安全協会会長
- 龍野市危険物安全協会副会長
- 龍野剣道連盟会長
- 新宮観光協会副会長
- 国民宿舎志んぐ荘運営委委員長
- 新宮中地区消防団長
- 日本ボーイスカウト兵庫・新宮第一団委員長、育成会会長
- 新宮町商工会会長
- たつの市商工会会長
- 兵庫商工会連合会会長
- 近畿府県商工会連絡協議会会長
- 全国商工連合会副会長
- 兵庫県共済協同組合理事長
- 龍野商工会議所公益部会長、2、3号議員
- 兵庫県商工会連合会顧問

（以上）

## その他
- 2000年8月には、兵庫アイバンク理事会で眼球登録をし、兵庫アイバンク理事に就任[16]。
- 2003年、経営する新宮運送社員の子供らが毎年、交通安全標語を300点以上応募しているが、この年の「あげた手に笑顔で止まる思いやり」が日本一となり、日本トラック協会カレンダーに掲載される[19]。
- 2004年、前年の2003年に龍野商工会議所の研修旅行で諏訪神社へ行った際に真新しい石造りの鳥居が建っているのを見て、友人の石材会社社長に呟いた一言がきっかけとなり、新宮八幡神社に総重量100tの鳥居を奉納[16]。
- 2009年11月18日、京都御所における「天皇陛下即位20年 京都御所お茶会」[20]に招待される[16]。
- 兵庫県知事井戸敏三とは同郷で親交があり、2012年12月には、「知事・県連会長 地方を語る」と題した対談も行われた。木南が兵庫県商工会連合会会長に就任時には、井戸は木南に「（き）びしさを （みな）で越えゆく （み）ちしるべ （い）つの時にも （ど）こにありても」という短歌を寄せた。（ ）内の頭文字を並べると「きみなみ（木南）」「いど（井戸）」となる[21]。また、木南が2017年に出版した自著に巻頭言を寄せ、「木南さんには、楠木正成のDNA引き継がれているが故に、攻めるに大胆、守に細心の活躍をされたのではないでしょうか」と述べている[16]。木南家は、木南の曽祖父である木南源之助が刻んだ「先祖代々之石碑」や司馬遼太郎が黒田官兵衛を描いた『播磨灘物語』からも察せられるように、楠木一族の子孫と考えられ、木南家の本家筋では毎年、5月25日の楠木正成の命日に山すそのある祠前で催事が催されているという[22][16]。
- 趣味は旅行で世界38か国を訪問。特に人があまり行かない地域に関心を持ち、ケニア、モロッコ、インドなどへも足を運んでいる[9]。
- 妻・木南圭子が1972年から始めた短歌は、2012年産経新聞主催「与謝野晶子短歌会」短歌文学賞を始め、文部科学大臣賞、平成24年姫路短歌会 神戸新聞社賞、その他多くの賞を受賞。主にがん発症時の心理や高齢化社会など現代社会の一面を歌ったものが多い[16]。

## 受賞歴
- 1999年5月 - 防犯協会会長表彰。
- 2000年2月 - 兵庫県自治表彰。
- 2005年5月 - 兵庫県功労表彰。
- 2005年9月 - 龍野市市長表彰。
- 2006年11月 - 近畿運輸局表彰。
- 2007年11月 - たつの市民産業経済表彰。
- 2009年12月 - 環境大臣表彰。
- 2013年5月 - 環境大臣表彰。
- 2013年5月 - 兵庫県知事表彰。
- 2013年5月 - 納税協会表彰。
- 2014年11月3日 - 旭日小綬章[23]。

（その他）

## 参考サイト
- 兵庫県商工会連合会 会長 木南岩男「道路整備について」
- ホームページの趣旨 - 兵庫県商工会連合会